# Harry Patch
Henry John "Harry" Patch (Somerset, Inglaterra, 17 de junho de 1898 – 25 de julho de 2009) foi um supercentenário britânico que combateu na Primeira Guerra Mundial (1914-1918). Quando morreu, aos 111 anos, era o mais velho dos últimos veteranos ainda vivos e o último sobrevivente entre os que lutaram nas trincheiras do conflito.

## Biografia

### Primeiros anos
Harry Patch nasceu em Combe Down, um vilarejo de Somerset, na Inglaterra. No censo de 1901, constava que seus pais se chamavam William e Elizabeth e que tinha dois irmãos, George e William.
Antes da Primeira Guerra Mundial, trabalhou como aprendiz de encanador.

### Primeira Guerra Mundial
Em outubro de 1916, Patch ingressou na Infantaria do Duque da Cornualha e participou da Batalha de Passchendaele, ocorrida na Bélgica em 1917.

### Pós-Primeira Guerra
Após o fim da Grande Guerra, voltou a seu trabalho de encanador.
Posteriormente, trabalhou alguns anos em Bristol e, durante a Segunda Guerra Mundial, tornou-se bombeiro.

### Últimos anos
Harry Patch vivia na cidade de Wells, na Inglaterra, e, quando da sua morte, era o homem mais velho do Reino Unido e o terceiro mais velho do mundo.
Patch era o último veterano ainda vivo que combateu nas trincheiras da Grande Guerra e, também, o último sobrevivente da Batalha de Passchendaele.
Em novembro de 2004, aos 106 anos, encontrou Charles Kuentz (1897-2005), um veterano com 107 anos à época que havia lutado pelo Império Alemão na mesma batalha que ele. Patch disse: "Estava um pouco duvidoso de encontrar um soldado alemão. No entanto, Kuentz é um grande homem. Ele é todo por uma Europa unida e em paz - e assim sou eu."
Em agosto de 2007, aos 109 anos, publicou sua autobiografia - "The Last Fighting Tommy" (algo como "O Último Guerreiro Tommy") -, o que fez dele o autor mais velho de todos os tempos.
Em fevereiro de 2008, o poeta laureado Andrew Motion escreveu um poema em sua homenagem.
Em 11 de novembro de 2008, Harry Patch participou, em Londres, ao lado de outros dois veteranos ingleses - Henry Allingham e Bill Stone - da cerimônia de celebração de 90 anos do fim da Primeira Guerra Mundial. Com a morte de Allingham em 18 de julho de 2009, passou a ser o veterano mais velho.
Antes de morrer, viveu em um lar para idosos.

### Morte
Harry Patch faleceu no dia 25 de julho de 2009, aos 111 anos e 38 dias. Com a sua morte, restou ao britânico Claude Stanley Choules a honraria que ser o último combatente do conflito mundial ocorrido no início de século XX (Claude faleceu em maio de 2011).

## Prêmios, condecorações e medalhas de guerra
- Ordem de Leopoldo (Bélgica)
- Legião de Honra (França)
- Medalha de Guerra Britânica
- Medalha da Vitória
- Medalha da Defesa 1939-45
- Medalha do Serviço Nacional (Reino Unido)
- Hors de combat
- Liberdade da Cidade de Wells (Reino Unido)
- Mestre Honorário de Artes em Bristol (Inglaterra)